# Kidwel·lita
La kidwel·lita és un mineral de la classe dels fosfats. Rep el nom en honor d'Albert Lewis Kidwell (1 de gener de 1919 - 16 d'agost de 2008), col·leccionista de minerals i investigador geòlogic amb la Carter Oil Company i posteriorment amb la Exxon Oil.

## Característiques
La kidwel·lita és un fosfat de fórmula química NaFe3+9+x(PO₄)₆(OH)11·3H₂O, x = 0.33. Va ser aprovada com a espècie vàlida per l'Associació Mineralògica Internacional l'any 1974. Cristal·litza en el sistema monoclínic. La seva duresa a l'escala de Mohs és 3.
Segons la classificació de Nickel-Strunz, la kidwel·lita pertany a «08.DK - Fosfats, etc, amb cations de mida mitjana i gran, (OH, etc.):RO₄ > 1:1 i < 2:1» juntament amb els següents minerals: richelsdorfita, bariofarmacosiderita, farmacosiderita, natrofarmacosiderita, hidroniofarmacosiderita, farmacoalumita, natrofarmacoalumita, bariofarmacoalumita, burangaïta, dufrenita, natrodufrenita, matioliïta, gayita, bleasdaleïta, matulaïta i krasnovita.

## Formació i jaciments
Va ser descoberta al mont Fodderstack, situat a la localitat de Norman, al comtat de Montgomery (Arkansas, Estats Units). Tot i no tractar-se d'una espècie gens habitual, ha estat descrita en diferents indrets repartits per tots els continents tret de l'Antàrtida.